# Assassinio nella cattedrale (dramma)
Assassinio nella cattedrale (titolo orig. Murder in the Cathedral) è un dramma in versi di Thomas Stearns Eliot, rappresentato nel 1935, che ritrae l'uccisione dell'Arcivescovo Thomas Becket, avvenuto nel 1170 nella Cattedrale di Canterbury, durante il regno di Enrico II d'Inghilterra, dopo un alterco coi cavalieri reali. L'autore si basò in gran parte sugli scritti di Edward Grim, un monaco testimone oculare dell'evento.
Parte del materiale originale del dramma fu rimosso da Eliot su richiesta dell'editore e trasformato in un poema a sé stante, intitolato Burnt Norton.

## Trama
Il contesto della contrapposizione fra potere civile e potere spirituale è stato posto dalla critica come piano essenziale di lettura del dramma.
L'azione del dramma si sviluppa tra il 2 dicembre e il 29 dicembre 1170, registrando cronologicamente gli eventi dei giorni che portarono al martirio di Thomas Becket, dopo la sua assenza durata per i sette anni precedenti trascorsi in Francia.
L'opera teatrale è divisa in due parti separate da un interludio. La prima parte è ambientata nella sala dell'arcivescovo ed ha inizio il 2 dicembre 1170. Si apre con un coro cantante premonitore di eventi violenti. Il coro svolge, sullo stile del coro del teatro greco antico, un ruolo chiave all'interno del dramma, e muta durante lo svolgimento del dramma, in maniera tale da sottolinearne e giuntarne le differenti fasi.
Tre sacerdoti irrompono in scena riflettendo sull'assenza di Becket e sul pericolo derivante dalla crescita del potere temporale della monarchia mentre un araldo annuncia l'arrivo di Becket. L'arcivescovo svolge a sua volta una riflessione sul martirio al quale sa di andare incontro, che accetta con fatale rassegnazione. Sulla scena fanno quindi la loro comparsa i tentatori, figure demoniache che rammentano quelle che tentarono il Cristo (vedi Tentazione di Cristo), pronti a lasciargli suggerimenti su come resistere al potere del re e salvarsi, sia pure dalla gloria del martirio. L'atto chiude sulla risposta di diniego di Becket il quale sa ormai quale sia la strada da percorrere.
L'interludio è costituito da un sermone dell'arcivescovo tenuto la mattina di Natale dell'anno 1170. È un discorso erudito sul valore spirituale di questo giorno, di gioia e tristezza insieme che la cristianità dedica ai suoi martiri. Ripropone, quindi, attraverso il gesto scenico, le considerazioni di Becket riguardo al martirio. In fine di sermone, annuncia ai fedeli, con parole di fatalità, che entro breve tempo essi potrebbero averne uno in più da ricordare.
La seconda parte del dramma ha luogo sia nella sala dell'arcivescovo che nella cattedrale. È il 29 dicembre 1170. L'atto è maggiormente realistico, rispetto al primo, riguardo dettagli e parte dialogata e può essere visto come un dramma di stile moderno.
Quattro cavalieri giungono con informazioni urgenti da parte del re. I cavalieri hanno udito il re esprimere il suo disappunto rispetto a Becket, interpretando tale disappunto come un ordine per ucciderlo. Lo accusano di tradimento, ma egli dichiara la propria lealtà e richiede di essere accusato pubblicamente. Becket viene sottratto alla furia dei cavalieri dai sacerdoti che gli suggeriscono di fuggire e mettersi in salvo. Becket rifiuta.

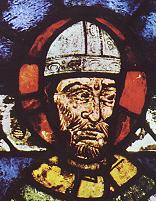
Thomas Becket raffigurato in una finestra della Cattedrale di Canterbury

Alla partenza dei cavalieri, Becket ribadisce di essere disposto a morire. Il coro accompagna con il suo mesto canto la scena, preannunciando il tragico finale. Becket è nella cattedrale quando i cavalieri vi fanno irruzione e lo uccidono. Il dramma si chiude sui versi in cui i cavalieri giustificano il proprio operato sostenendone la "giusta" necessità per impedire alla Chiesa di minare la stabilità del potere dello Stato.

## Rappresentazioni
La prima rappresentazione del dramma si è avuta il 15 giugno 1935 nella Sala Capitolare della Cattedrale di Canterbury. L'attore Robert Speaight interpretò il ruolo di Becket. La rappresentazione fu poi trasferita al Mercury Theatre di Londra dove rimase in scena diversi mesi.
Il lavoro di Eliot, entrato stabilmente nel repertorio di molte compagnie teatrali di tutto il mondo, ha fornito lo spunto per adattamenti per il cinema e l'opera lirica.
In particolare, si ricorda il film in bianco e nero del 1951 Murder in the Cathedral, diretto dal regista austriaco George Hoellering, con musiche del compositore ungherese Laszlo Lajtha, che vinse il Grand Prix alla Mostra del Cinema di Venezia. La pellicola ebbe distribuzione nell'anno successivo.. Nel film la figura di uno dei quattro tentatori non compare in scena ma la sua voce è udibile fuori campo, ed è quella dello stesso Eliot.
Nel 1964 è stato girato un film a colori, Becket, che narra la medesima storia pur basandosi su un altro testo, quello del drammaturgo francese Jean Anouilh (Becket ou l'honneur de Dieu, 1959).
Il compositore italiano Ildebrando Pizzetti si è ispirato al dramma di Eliot per musicare la sua opera Assassinio nella cattedrale (prima rappresentazione: Milano, Teatro alla Scala, 1º marzo 1958).

### Interpretazioni
Il dramma è stato visto come critica al regime nazista, specie in chiave di sovversione rispetto agli ideali della Chiesa.

## Edizioni italiane
- Assassinio nella cattedrale, traduzione di Cesare Vico Lodovici, Roma, Edizioni Universitarie, 1940. - Roma, Edizioni Italiane, 1943.
- Assassinio nella cattedrale, traduzione di Alberto Castelli, Milano, Bompiani, 1947.
- Assassinio nella cattedrale, traduzione di Tommaso Giglio e Raffaele La Capria, Milano, Bompiani, 1982.
- Murder in the Cathedral - Assassinio nella cattedrale, traduzione di A. Castelli, testo inglese a fronte, a cura di Valerio Fissore, Collana Grande Universale, Milano, Mursia, 1987, 1990, ISBN 978-88-425-0367-5.
- Assassinio nella cattedrale, traduzione di T. Giglio e R. La Capria, Introduzione di Luca Doninelli, Biblioteca dello spirito cristiano, Milano, BUR, 2000, ISBN 978-88-170-4486-8.
- Assassinio nella cattedrale, traduzione di Rosangela Zoppi, Cofine, 2015, ISBN 978-88-983-7017-7. - II ed. riveduta, 2016.